# Marte Elden
Marte Elden (* 4. Juli 1986 in Levanger) ist eine ehemalige norwegische Skilangläuferin.

## Werdegang
Elden, die für den Henning Skilag startete, lief im Dezember 2002 in Gåsbu ihr erstes Rennen im Continental-Cup und belegte dabei den 62. Platz über 5 km klassisch. Im Dezember 2004 erreichte sie in Veldre mit dem zweiten Platz über 10 km klassisch ihre erste Podestplatzierung im Scandinavian-Cup. Bei den Nordischen Junioren-Skiweltmeisterschaften 2005 in Rovaniemi holte sie im Skiathlon und mit der Staffel jeweils die Goldmedaille. Ihr Debüt im Weltcup hatte sie im November 2005 in Beitostølen, das sie auf dem 63. Platz über 10 km klassisch beendete. Bei den Nordischen Junioren-Skiweltmeisterschaften 2006 in Kranj gewann sie die Goldmedaille mit der Staffel. Zudem wurde sie Siebte über 5 km klassisch und Fünfte im Skiathlon. In der Saison 2006/07 kam sie mit vier Top-Zehn-Platzierungen im Scandinavian-Cup, darunter Platz zwei über 10 km Freistil in Jõulumäe auf den sechsten Platz in der Gesamtwertung. Bei den U23-Weltmeisterschaften 2007 in Tarvisio gelang ihr der 20. Platz über 10 km Freistil und der 12. Rang im Skiathlon. In der folgenden Saison errang sie mit zwei dritten und zweiten Plätzen den siebten Platz in der Gesamtwertung des Scandinavian Cups. Im Februar 2008 holte sie in Otepää mit dem 22. Platz über 10 km klassisch ihre ersten Weltcuppunkte und erreichte mit dem zehnten Rang im Skiathlon in Falun ihre erste Top-Zehn-Platzierung im Weltcup. Zum Saisonende kam sie auf den 53. Platz im Gesamtweltcup. Bei den U23-Weltmeisterschaften 2008 in Mals belegte sie den 14. Platz im 15-km-Massenstartrennen. Im folgenden Jahr wurde sie bei den U23-Weltmeisterschaften Neunte über 10 km Freistil und gewann zudem die Bronzemedaille im Skiathlon. Beim Weltcup-Finale in Falun errang sie den 32. Platz. Zu Beginn der Saison 2009/10 gelang ihr beim Scandinavian-Cup in Vuokatti der dritte Platz über 10 km Freistil und der zweite Rang über 10 km klassisch. Im weiteren Saisonverlauf wurde sie Zweite über 10 km klassisch in Åsarna und holte in Sigulda über 10 km klassisch ihren ersten Sieg im Scandinavian-Cup. Sie belegte damit den zweiten Platz in der Scandinavian-Cup-Gesamtwertung. Zu Beginn ihrer letzten aktiven Saison 2010/11 errang sie beim Weltcup in Davos den siebten Platz über 10 km klassisch und siegte beim Scandinavian-Cup in Savalen über 10 km Freistil. Die Tour de Ski 2010/11 beendete sie auf dem neunten Platz. Dabei kam sie im Fleimstal auf den vierten Platz im 10-km-Massrenstartrennen und erreichte mit dem zweiten Platz bei der Abschlussetappe ihre einzige Podestplatzierung im Weltcup. Zum Saisonende lief sie beim Weltcup-Finale in Falun auf den 23. Platz und erreichte den 20. Platz im Gesamtweltcup und den 18. Rang im Distanzweltcup.

## Siege bei Continental-Cup-Rennen
| Nr. | Datum             | Ort     | Disziplin      | Serie            |
| --- | ----------------- | ------- | -------------- | ---------------- |
| 1.  | 4. Februar 2010   | Sigulda | 10 km Freistil | Scandinavian Cup |
| 2.  | 17. Dezember 2010 | Savalen | 10 km Freistil | Scandinavian Cup |